# Sumber Rahayu (Limbangan)
Sumber Rahayu is een bestuurslaag in het regentschap Kendal van de provincie Midden-Java, Indonesië. Sumber Rahayu telt 722 inwoners (volkstelling 2010).